# Meine Stille Nacht
Meine Stille Nacht ist ein Musical mit der Musik von John Debney und Texten von Siedah Garrett, Michael Weiner und Alan Zachary.
Das Buch stammt von Hannah Friedman.
Das Musical Play wurde am 24. November 2018 als Produktion des Salzburger Landestheaters in der Regie von Andreas Gergen in der Felsenreitschule uraufgeführt.

## Besetzung der Uraufführung
- Justin: Dominik Hees
- Elisabeth: Milica Jovanović
- Großvater Kurt: Pavel Fieber
- Elliott: Marco Dott
- Laura: Eleonora Talamini
- Bruno: Noah Obermair / Leonhard Radauer
- Justins Mutter: Christine Rothacker
- Justins Vater: Michael Schober
- Hans: Sascha Oskar Weis
- Baronin: Bettina Mönch
- Sam: Julius von Maldeghem / Fabio Ziegler
- Mira: Elisa Afie Agbaglah
- Amal: Benjamin Aster / Leonhard Radauer
- Vi: Ivan Vlatkovic
- Dom: Savio David Byrczak
- Johanna: Melanie Maderegger / Franziska Stebler
- Junger Justin: Elias Karl / Paul Stein
- Junge Elisabeth: Flora Menslin / Maria Straßl

## Handlung
Die Handlung des Stückes beginnt in Pittsburgh, wo Justin, der 29-jährige Erbe eines Warenhauses im turbulenten Weihnachtsgeschäft darunter leidet, dass er nie die Träume seines Lebens erfüllt hat. Gemeinsam mit seinem Großvater Kurt erinnert er sich an die Liebe seines Lebens: die junge Salzburger Austauschstudentin Elisabeth, mit der er einst eine „Stille-Nacht“-Spieluhr als Geschenk ausgetauscht hat. Justin beschließt, sich spontan auf die Suche nach Elisabeth zu machen. Elisabeth arbeitet in ihrer Heimatstadt als Referentin eines renommierten Festivals und fühlt sich zerrissen zwischen ihren eigenen Ambitionen, das Programm zu modernisieren, und den Erwartungen der etablierten Gesellschaft um sie herum. Als Justin die Salzburger Bühne betritt, muss er erkennen, dass Elisabeth mit dem Konzertmanager Hans liiert ist. Gleichzeitig stellt sich heraus, dass der bisherige Leiter des Kinderchores seinen Job an den Nagel gehängt hat. Aus der Not heraus engagieren Elisabeth und Hans Justin für diese Aufgabe, ohne zu wissen, wer er ist. Justins unkonventionelle Methoden führen dazu, dass der Kinderchor auseinanderbricht. Gleichzeitig steht der Auftritt bei der Baronin, die zugleich Kuratoriumsvorsitzende des Festivals und Elisabeths Mutter ist, bevor. Nun müssen Elisabeth und Justin einen neuen Chor gründen. Dabei treffen sie auf Jugendliche am Rand der Gesellschaft, die sich nur schwer integrieren lassen. Für Elisabeth und Justin steht alles auf dem Spiel, für die Kinder bietet sich eine unerwartete Chance. Konflikte sind vorprogrammiert und auf dem Weihnachtsempfang der Kuratoriumspräsidentin gerät alles außer Kontrolle.

## Musik
Bei mehreren Songs werden Themen des Weihnachtsliedes Stille Nacht, heilige Nacht aufgegriffen, jedoch erst am Ende des Stücks stimmen alle gemeinsam dieses Lied an.